# فال دي شي
فال دي شي هي بلدية في مدينة تورينو الحضرية، في منطقة بيمنتة الإيطالية، أُنشئت في يناير 2019 من خلال دمج بلديات بيكو وأليس سوبريوري ولوجناكو السابقة.

## روابط خارجية
- الموقع الرسمي